# Paris-Tours sub-23
A Paris-Tours sub-23 (oficialmente: Paris-Tours Espoirs) é uma corrida ciclista profissional francesa, como o seu próprio nome indica limitada a corredores sub-23 e "irmã menor" da Paris-Tours, de facto se disputam no mesmo dia no mês de outubro.
Criada em 1991 as suas primeiras edições foram amador. Desde a criação dos Circuitos Continentais da UCI em 2005 faz parte do UCI Europe Tour, os dois primeiros anos na categoria 1.2 (última categoria do profissionalismo) e depois na categoria específica criada em 2007 para corredores sub-23: 2.1U (igualmente última categoria do profissionalismo).
Tem uns 180 km aproximadamente em seu traçado, entre 50 e 80 km menos que a sua homónima sem limitação de idade ainda que com similares cotas na parte final.
Ao igual que a sua homónima sem limitação de idade, está organizada pela ASO (organizadora também do Tour de France entre outras).

## Palmarés
Em amarelo: edição amador.
| Ano  | Ganhador            | Segundo                 | Terceiro                |
| ---- | ------------------- | ----------------------- | ----------------------- |
| 1991 | Lars Michaelsen     | Kim Marcussen           | David Orcel             |
| 1992 | Arvis Piziks        | Jaan Kirsipuu           | Mika Hietanen           |
| 1993 | Cyril Saugrain      | Eric Bourout            | Hervé Boussard          |
| 1994 | Nicolas Jalabert    | Franck Ramel            | Hervé Arsac             |
| 1995 | Pascal Giguet       | Pierre-Yves Archambault | Stéphane Conan          |
| 1996 | Franck Perque       | Samuel Plouhinec        | Guillaume Auger         |
| 1997 | Miguel van Kessel   | Kurt Asle Arvesen       | Ludovic Capelle         |
| 1998 | Thor Hushovd        | Andy Flickinger         | Nuno Marta              |
| 1999 | Gorik Gardeyn       | Sandy Casar             | Sébastien Talabardon    |
| 2000 | Tom Boonen          | Stefan Adamsson         | Ronald Mutsaars         |
| 2001 | Samuel Dumoulin     | Mikhail Timochine       | Anthony Geslin          |
| 2002 | Maryan Hary         | Gregor Willwhol         | Geoffroy Lequatre       |
| 2003 | Mathieu Claude      | Marc Staelen            | Johnny Hoogerland       |
| 2004 | Vincent Jérôme      | Giovanni Bernaudeau     | Sébastien Minard        |
| 2005 | Fabien Patanchon    | Maxime Vantomme         | Tomasz Smoleń           |
| 2006 | Huub Duijn          | Greg Van Avermaet       | Stijn Neirynck          |
| 2007 | Jürgen Roelandts    | Florian Vachon          | Jan Bakelants           |
| 2008 | Tony Gallopin       | Romain Zingle           | Julien Fouchard         |
| 2009 | Mathieu Halleguen   | Kris Boeckmans          | Nicolas David           |
| 2010 | Jelle Wallays       | Romain Guillemois       | Thomas Welter           |
| 2011 | Fabien Schmidt      | Gijs Van Hoecke         | Angelo Tulik            |
| 2012 | Taruia Krainer      | Warren Barguil          | Maxime Renault          |
| 2013 | Flavien Dassonville | Daan Olivier            | Olivier Le Gac          |
| 2014 | Mike Teunissen      | Martijn Tusveld         | Sam Oomen               |
| 2015 | Sam Oomen           | Martijn Tusveld         | Maxime Farazijn         |
| 2016 | Arvid De Kleijn     | Jules Roueil            | Nicolas Primas          |
| 2017 | Jasper Philipsen    | Milan Menten            | Gerben Thijssen         |
| 2018 | Marten Kooistra     | Erik Nordsæter Resell   | Nils Eekhoff            |
| 2019 | Alexys Brunel       | Joel Suter              | Jonas Iversby Hvideberg |
| 2020 | Rune Herregodts     | Jordi Meeus             | Florian Dauphin         |

## Palmarés por países
| País          | Vitórias |
| ------------- | -------- |
| França        | 15       |
| Países Baixos | 6        |
| Bélgica       | 6        |
| Noruega       | 1        |
| Letônia       | 1        |
| Dinamarca     | 1        |